# Noordervaart

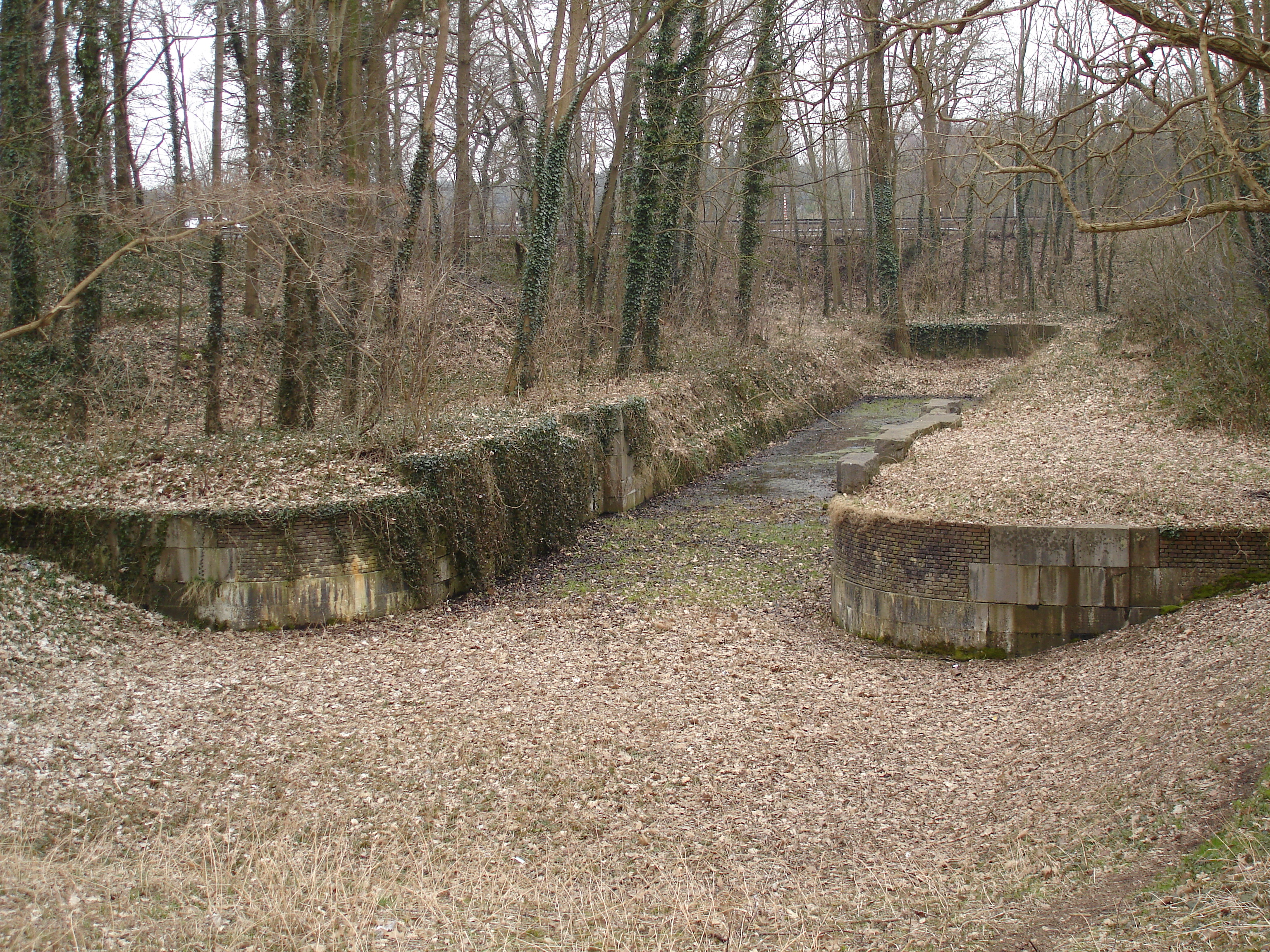
Resclosa no acabada a Louisenburg al tram alemany del canal

El Noordervaart (en alemany Nordkanal, en francès Grand canal du Nord) és un canal als Països Baixos i a Alemanya.
La construcció va començar sota Napoleó que volia enllaçar el port d'Anvers amb el Mosa i el Rin. A Alemanya s'ha escavat un tram entre Viersen i Kaarst des del 1808. Després de l'annexió del Regne d'Holanda el 1810 el projecte ja no tenia cap importància i l'obra va aturar-se. Als Països Baixos, només un petit tram que comença al Zuid-Willemsvaart a Weert i que termina en atzucac a Beringe va acabar-se el 1853 pel desguas i el transport de la torba. A Alemanya només va navegar-se un cert temps al tram de Neuss a Neerssen.